# Trichotosia pauciflora
Trichotosia pauciflora är en orkidéart som beskrevs av Carl Ludwig von Blume. Trichotosia pauciflora ingår i släktet Trichotosia och familjen orkidéer. Inga underarter finns listade i Catalogue of Life.